# Passato remoto
A Passato remoto (másik nevén Perfetto semplice, a nyelvkönyvek magyarul általában régmúltnak, történeti múltnak vagy elbeszélő múltnak nevezik) az olasz nyelv kijelentő módjának egyik múlt ideje a 4 közül. A passato szó jelentése "múlt", "elmúlt", a remoto pedig "távoli", az igeidő elnevezése tehát arra utal, hogy a távoli múltban, a régmúltban történt cselekvések kifejezésére alkalmas. A nyelv standard, beszélt változatában ritkán fordul elő, inkább írásban, irodalmi művekben használatos. Beszédben inkább a Passato prossimo igeidőt használják, amely szintén perfektív (befejezett) igeaspektust fejez ki minden esetben, az imperfektív (folyamatos) igeaspektus kifejezésére az Imperfetto igeidő való. Általában a régmúltban megtörtént, teljesen lezárult, történelmi eseményeket fejeznek ki vele, melyeknek a jelennel már semmiféle kapcsolatuk nincsen. Például: Cristoforo Colombo scoprì America nel 1492 (Kolumbusz Kristóf 1492-ben fedezte fel Amerikát) vagy Petrarca nacque nel 1307 (Petrarca 1307-ben született). Dél-olaszországi dialektusokban azonban a beszélt nyelvben is széles körben használják.

## Képzése

### Szabályos igék
A szabályos igék a három igeragozási csoportnak megfelelően a következőképpen ragozódnak:

#### -are
cantare: cantai, cantasti, cantò, cantammo, cantaste, cantarono

#### -ere
vendere: vendei/vendetti, vendesti, vendé/vendette, vendemmo, vendeste, venderono/vendettero

#### -ire
partire: partii, partisti, partì, partimmo, partiste, partirono

### Rendhagyó igék
A Passato remoto rendhagyósága abban áll, hogy E/1, E/3 és T/3 alakban rendhagyó tőhöz járulnak a rendhagyó ragok (-i, -e, -ero). Ezek a ragok egységesek. A többi személyben a szabályos tővel és raggal találkozunk. Példák:
- leggere: lessi, leggesti, lesse, leggemmo, leggeste, lessero
- avere: ebbi, avesti, ebbe, avemmo, aveste, ebbero

Három ige (az essere, stare, dare) a rendhagyóság említett szabályszerűségeit nem követi, tehát teljesen rendhagyóak:
- essere: fui, fosti, fu, fummo, foste, furono
- stare: stetti, stesti, stette, stemmo, steste, stettero
- dare: diedi/detti, desti, diede/dette, demmo, deste, diedero/dettero

A Passato remoto E/1 személyű alakja az ige szótári alakjának második tagja. Egy ige szótári alakjának második tagja ismeretében az adott ige végigragozható a Passato remoto minden személyében (kivéve az említett három, teljesen rendhagyó igét).
Néhány olasz rendhagyó ige Passato remoto, E/1 személyű alakja:
assumere: assunsi; bere: bevvi; cadere: caddi; chiedere: chiesi; chiudere: chiusi; cogliere: colsi; condurre: condussi; conoscere: conobbi; convincere: convinsi; correre: corsi; decidere: decisi; difendere: difesi; dire: dissi; dirigere: diressi; discutere: discussi; distruggere: distrussi; escludere: esclusi; esprimere: espressi; fare: feci; giungere: giunsi; leggere: lessi; mettere: misi; muovere: mossi; nascere: nacqui; nascondere: nascosi; perdere: persi; piacere: piacqui; piangere: piansi; porre: posi; prendere: presi; proteggere: protessi; rendere: resi; ridere: risi; rimanere: rimasi; risolvere: risolsi; rispondere: risposi; rompere: ruppi; sapere: seppi; scegliere: scelsi; scendere: scesi; scrivere: scrissi; spendere: spesi; tacere: tacqui; tenere: tenni; togliere: tolsi; trarre: trassi; vedere: vidi; venire: venni; vincere: vinsi; vivere: vissi; volere: volli

## Története
Gyökerei a klasszikus latin Praesens perfectum igeidőre nyúlnak vissza. A latinban ez az igeidő a múltbeli cselekvés kifejezésére a legáltalánosabban használt alak volt, használata azonban idővel (az újlatin nyelvek összetett igeidőinek kialakulásának köszönhetően) háttérbe szorult. A latin Praesens Perfectum alakjai más újlatin nyelvekben is tovább élnek, így a francia Passé simple, a spanyol Pretérito simple, a portugál Pretérito perfeito simples, a román Perfect simplu egyaránt a Praesens Perfectum továbbélő alakja. Háttérbe szorulása folytán francia megfelelője ma már még ritkábban használatos, mint az olasz Passato remoto, viszont a spanyol standard változatában a beszélt nyelvben is igen gyakori, a portugál nyelvben pedig érdekes módon a legszélesebb körben használt múlt idő.
A cantare és essere latin megfelelőinek (canto, cantare, cantavi, cantatum, ill. sum, esse, fui) ragozása Praesens perfectumban:
- cantare: cantāvī, cantāvistī, cantāvit, cantāvimus, cantāvistis, cantāvērunt
- esse: fuī, fuistī, fuit, fuimus, fuistis, fuērunt

Mint látható, az olasz essere ige rendhagyósága nyelvtörténeti okokra vezethető vissza. A Praesens perfectum képzése már a klasszikus latin idejében sem volt egységes, sok volt a rendhagyó alak, melyekben a lexéma és a rag közé beékelődő "v" hang elmaradt, mint pl. a szállóigévé vált veni, vidi, vici (jöttem, láttam, győztem) igék esetében is. A szabályos igék "v" hangja is már az irodalmi és még inkább a népi latinságban elmaradhatott, ezért a vulgáris latinban pl. a cantare ige ragozása Paesens perfectum igeidőben a következő volt:
- cantái, cantasti, cantaut/cantát, cantám(m)us, cantástis, cantárunt

Ezek a népi latinbeli alakok tekinthetők tehát a Passato remoto előzményének, s a latin rendhagyó igék sajátosságait is jórészt megőrizte az olasz nyelv. Az említett "veni, vidi, vici" szállóige így hangzik mai olasz nyelven, Passato remoto igeidőben: Venni, vidi, vinsi.